# Réserve écologique de Wainwright Dunes
La réserve écologique de Wainwright Dunes (anglais : Wainwright Dunes Ecological Reserve) est une réserve naturelle de l'Alberta située à Provost No 52. tout juste au sud de la base des Forces canadiennes Wainwright. La réserve présente un riche exemple de dunes, de sandur et de kames. Certaines dunes ont une hauteur de 30 mètres. La végétation comprend plusieurs plantes rares dont l'herbe-squelette annuelle, de souchet de Schweinitz, de gentiane de Frémont et de droséra à feuilles linéaires.